# Giles Mackay
Giles Mackay (nume complet: Giles Cyril Patrick Mackay; născut în 1962) este un  antreprenor, președinte, consilier și investitor imobiliar britanic. În anul 1999, acesta a fondat Hometrack, o companie de analiză a pieței imobiliare, și și-a luat funcția de CEO.  Mackay a fost un  consilier special pentru mai multe House of Commons investigații ale Casei Comunelor din Regatul Unit al Marii Britanii și al Irlandei de Nord.  De asemenea, el se află pe lista celor mai bogați oameni din Regatul Unit, cu o avere estimată la 54 de milioane de lire, conform Sunday Times Rich List.
Înainte de a-și începe cariera ca antreprenor în domeniul imobiliar și al administrării proprietăților, Giles Mackay a profesat ca avocat pledant. Și-a înființat prima companie, Assettrust, în anul 1987 și s-a implicat pe piața de leaseback și de vânzare de proprietăți corporative. În anul 2002, a fondat compania Assettrust cu cel mai mare succes, Assettrust Housing, o companie de dezvoltare imobiliară și, potrivit Bloomberg, a distribuit 624 de locuințe în coproprietate în Regatul Unit, fără ajutorul vreunei subvenții guvernamentale. 
The Sunday Times Rich List a raportat câștigurile lui Mackay timp de un deceniu, iar venitul său din anul 2008 a depășit 85 de milioane de lire. Fostul avocat pledant deține o participație de 15 milioane de lire în Hometrack, compania de date imobiliare pe care a fondat-o în anul 1999. Celelalte afaceri ale sale, cu sediul în Luton, includ Assettrust Housing, care furnizează locuințe la prețuri convenabile. Cu profituri anterioare obținute din tranzacții imobiliare care au inclus Ford și Sainsbury’s, începând din anul 2009, Mackay are o avere curentă estimată la 54 de milioane de lire.
În parteneriat cu alți doi dezvoltatori, acesta a vândut recent o reședință privată cu nouă camere, cu 51 de milioane de lire, în Chelsea, care este una dintre cele mai mari vânzări de locuințe noi din istoria imobiliară a Londrei, potrivit  The Standard. 

## Compania
Compania lui Mackay, Hometrack Data Systems Limited, are sediul social în centrul Londrei.  Compania s-a dezvoltat rapid de la început, cu o creștere anuală raportată de Fast Track la 72% din anul 2005.  ] Compania dezvoltă în prezent un produs pentru piața britanică a cardurilor de credit. În plus, modelele lor automate de evaluare imobiliară sunt utilizate în toată Europa și Australia, inclusiv pentru publicații precum  This Is Money,  Yahoo UK și The Guardian.   
Chiar dacă Giles Mackay rămâne președintele Hometrack, Charles Bryant a fost numit director general în anul 2013. 